# Kemenesmagasi
Kemenesmagasi là một thị trấn thuộc hạt Vas, Hungary. Thị trấn này có diện tích 33,19 km², dân số năm 2010 là 850 người, mật độ 26 người/km².